# مارکو ماریانی (بازیکن فوتبال)
مارکو ماریانی (انگلیسی: Marco Mariani؛ زادهٔ ۲۵ دسامبر ۱۹۹۲) بازیکن فوتبال اهل ایتالیا است.
از باشگاه‌هایی که در آن بازی کرده‌است می‌توان به باشگاه فوتبال چزنا اشاره کرد.